# Van (Royaume-Uni)
Pour les articles homonymes, voir Van.
Van (en anglais) ou Y Fan (en gallois) est une communauté du borough de comté de Caerphilly, au pays de Galles.
Elle correspond aux banlieues orientales de l'agglomération de Caerphilly. Au recensement de 2011, elle comptait 4 923 habitants.